# Ectropothecium tannaense
Ectropothecium tannaense är en bladmossart som beskrevs av Thériot 1938. Ectropothecium tannaense ingår i släktet Ectropothecium och familjen Hypnaceae. Inga underarter finns listade i Catalogue of Life.